# 瓦卡爾區
10°12′29″S 76°19′56″W / 10.2080°S 76.3321°W
瓦卡爾區（西班牙語：Distrito de Huácar），是秘魯的一個區，位於該國中部瓦努科大區的安博省，面積234.2平方公里，海拔高度2,114米，2005年人口8,464，人口密度每平方公里36人。